# Dance You Off
Dance You Off – singiel szwedzkiego piosenkarza Benjamina Ingrosso, wydany cyfrowo 24 lutego 2018. Piosenkę napisali MAG, Louis Schoorl, K Nita i Ingrosso.
Do piosenki został nakręcony teledysk, którego premiera odbyła się 24 lutego 2018 w serwisie YouTube.
Kompozycja wygrała finał Melodifestivalen 2018 i reprezentowała Szwecję w 63. Konkursie Piosenki Eurowizji w Lizbonie.
Singiel dotarł do drugiego miejsca szwedzkiej listy przebojów.

## Lista utworów
Digital download
1. „Dance You Off” – 3:02

## Notowania na listach przebojów
| Kraj            | Lista (2018)                    | Najwyższa pozycja |
| --------------- | ------------------------------- | ----------------- |
| Belgia          | Ultratop 50 Singles (Walonia)   | –                 |
| Francja         | SNEP                            | 78                |
| Grecja          | Top 100 Airplay (International) | 65                |
| Hiszpania       | Top 100 Songs Weekly            | 69                |
| Islandia        | Vinsældalisti Rásar 2 (RÚV)     | 15                |
| Łotwa           | EHR Top 40                      | 7                 |
| Szkocja         | Scottish Singles Chart Top 100  | 80                |
| Szwecja         | Top 100 Singles                 | 2                 |
| Polska          | AirPlay – Top                   | 35                |
| Wielka Brytania | UK Download Chart               | 61                |